# Mercedes-AMG
Mercedes-AMG (от нем. Hans Aufrecht, Erhard Melcher из Großaspach), чаще употребляемое в сокращённом варианте AMG — подразделение Mercedes-Benz, входящее в состав концерна Mercedes-Benz Group, и осуществляющее производство более мощных и спортивных серийных моделей (или модификаций) компании, выпуск и доработку двигателей внутреннего сгорания, а также собственных гоночных автомобилей и представление интересов марки Mercedes-Benz в автоспорте.
Компания была основана 1 июня 1967 года бывшими инженерами концерна Daimler-Benz Хансом Вернером Ауфрехтом и Эрхардом Мельхером. Название нового предприятия являлось акронимом от имён основателей и родины главного офиса — города Гроссашпах. До 1990 года компания являлась независимой фирмой, специализирующейся на повышении производительности автомобилей немецкой марки Mercedes-Benz. В 1990 году руководство концерна Daimler-Benz подписало партнёрский договор с тюнинг-ателье, а в 1999 году был выкуплен контрольный пакет акций. В 2005 году концерн полностью поглотил фирму, основав независимое подразделение Mercedes-AMG GmbH, штаб-квартира которого находится в городе Аффальтербах (Баден-Вюртемберг), Германия.
В отличие от сторонних производителей (таких как, например, Brabus и Carlsson Autotechnik), AMG является единственным официальным тюнинговым ателье Mercedes-Benz, будучи непосредственно структурным подразделением концерна Mercedes-Benz Group AG.
Серийные автомобили Mercedes-AMG считаются самостоятельными моделями (по сравнению с базовым массовым производством компании Mercedes-Benz), так как отличаются от последних большой массой собственных узлов и деталей, а также собственной рыночной индексацией (наименованием). Продукты подразделения, как правило, имеют более агрессивный внешний вид, более высокий уровень производительности, лучшую управляемость, лучшую стабильность и более широкое применение углеродного волокна по сравнению с базовыми автомобилями Mercedes-Benz. Некоторые модели разрабатываются и выпускаются исключительно подразделением (например Mercedes-Benz SLS AMG, Mercedes-AMG SL или Mercedes-AMG GT)

## История

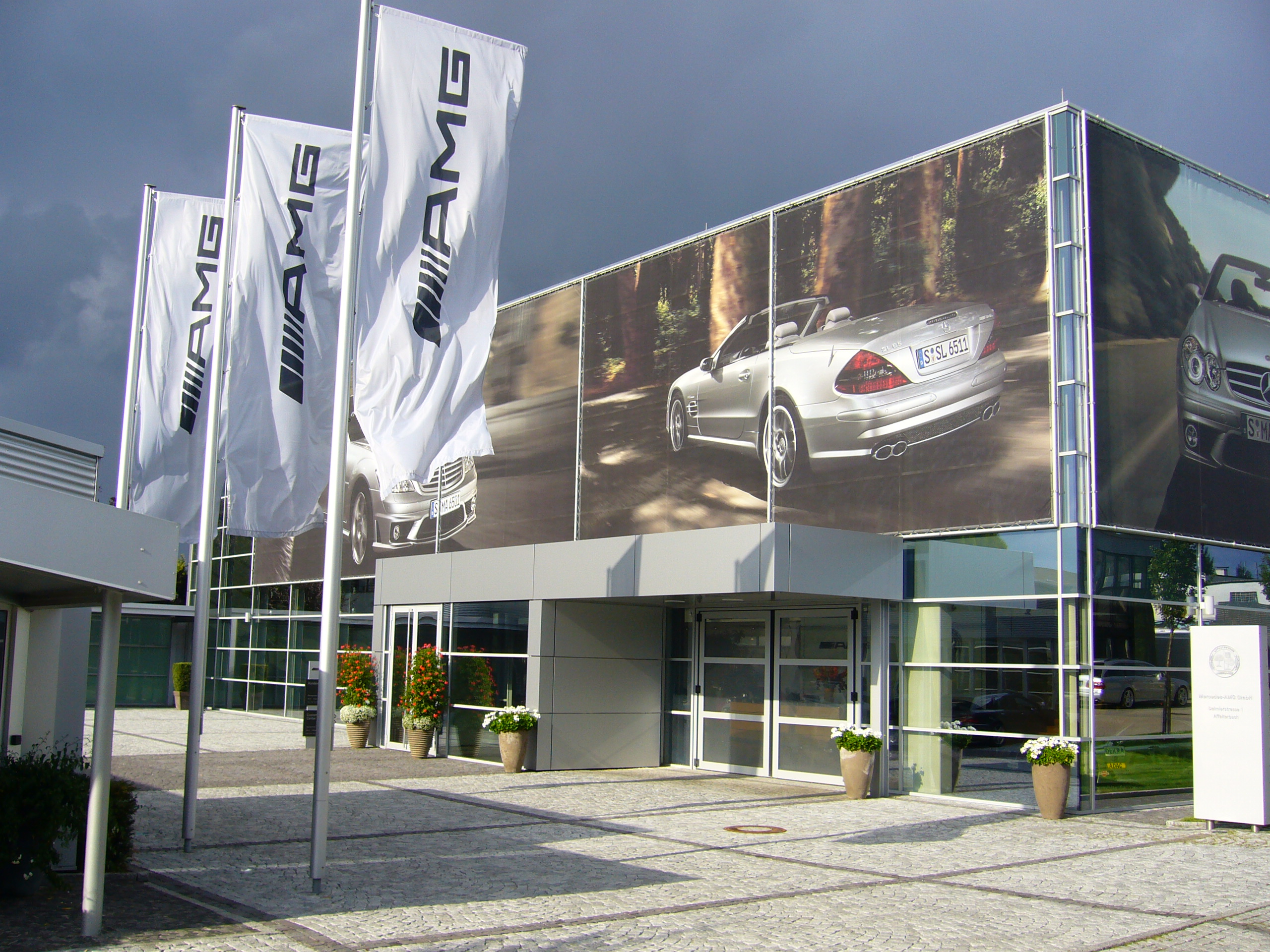
Здание сервисного центра Mercedes-AMG

История Mercedes-AMG начинается в 1960-е годы: два инженера, Ханс Вернер Ауфрехт и Эрхард Мельхер, работали в конструкторском отделе концерна Daimler-Benz над спортивным двигателем 300 SE — пока концерн не принял решения приостановить своё участие в автоспорте. Тогда в 1967 году они создают компанию по разработке и испытанию гоночных двигателей под названием AMG, составленным по первым буквам своих фамилий и названию деревни Гроссаспах. Основной целью был тюнинг серийных автомобилей компании Mercedes-Benz. Штаб-квартира фирма расположилась на бывшей мельнице в соседней деревне Бургштеттен.
Первым важным событием для предприятия стала 24-часовая гонка в Спа 1971 года: разработка инженеров в лице Mercedes-Benz 300 SEL 6.8 принесла победу в своём классе и второе место в общем зачёте. Будучи тяжёлым представительским седаном, автомобиль стал настоящей сенсацией, а наименование фирмы прозвучало по всему миру.
В начале 1970-х гг. было открыто ещё одно направление — индивидуализация автомобилей. В 1976 году предприятие AMG, число сотрудников которого составляло около дюжины, переехало в Аффальтербах, в специально оборудованную мастерскую с офисными помещениями.

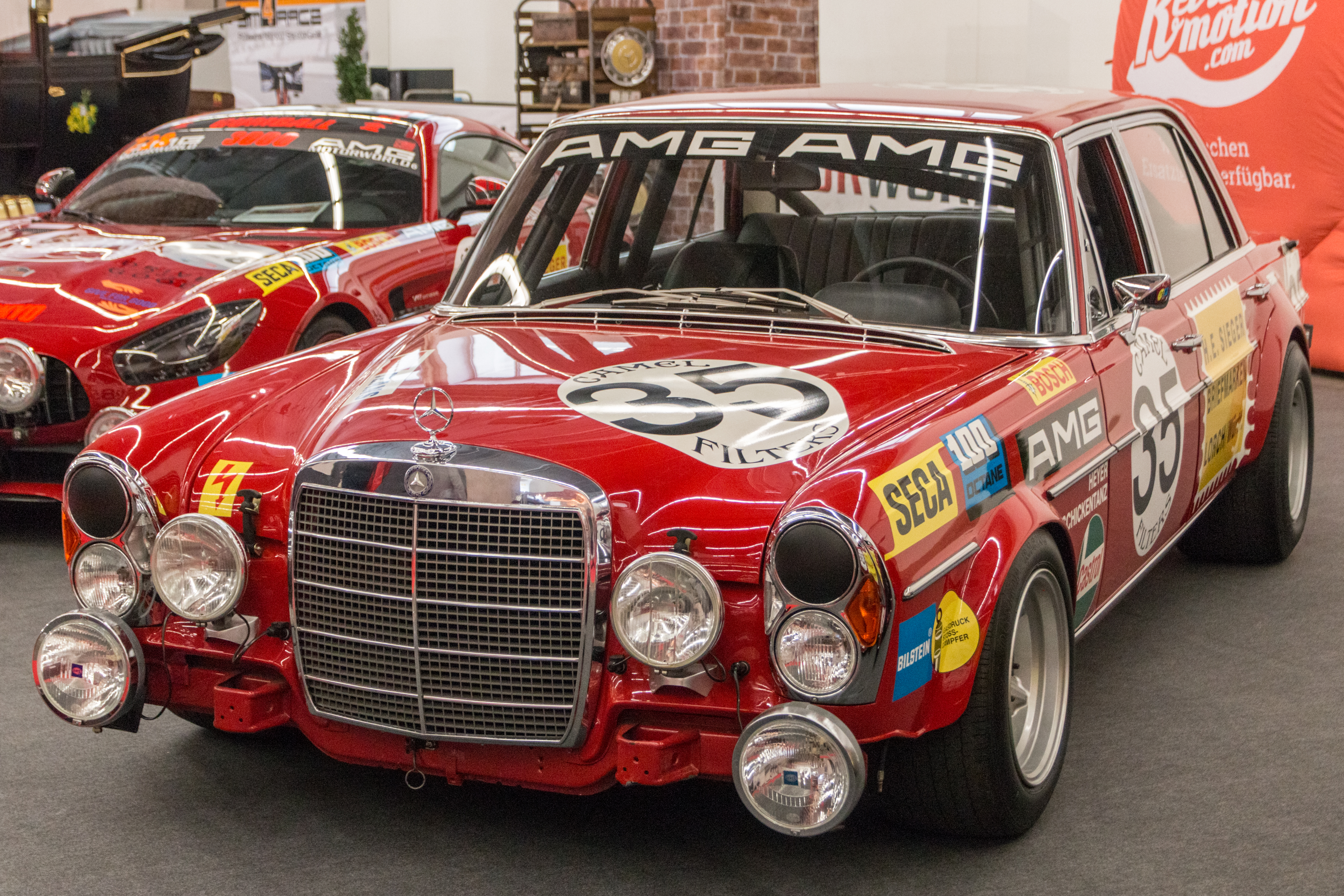
Mercedes-Benz 300 SEL 6.8 AMG

В 1984 году Мельхер разработал совершенно новую, собственную головку блока цилиндров с четырёхклапанной технологией. Через два года фирма установила в купе Е-класса 5,0-литровый двигатель V8, который приобрёл мировую известность под прозвищем «The Hammer» («Молот»).
К концу 1980-х годов произошло сближение между AMG и концерном Daimler-Benz. Результатом совместной работы стал модифицированный вариант Mercedes-Benz 190, который с 1988 по 1993 гг. одержал в целом 50 побед в гонках серии DTM.
В 1990 году был заключён договор о кооперации с концерном Daimler-Benz, что позволило предприятию использовать широкую дилерскую сеть компании. В этом же году был открыт третий по счёту завод, а численность сотрудников предприятия возросло до 400 человек. В 1993 году в рамках договора AMG представило первый автомобиль совместной разработки — Mercedes-Benz C36 AMG.
1 января 1999 года 51 % акций предприятия был приобретён концерном DaimlerChrysler, а её название изменено на Mercedes-AMG. Сам Ханс Вернер Ауфрехт на базе автоспортивного подразделения AMG в 1999 году создал отдельное предприятие — H.W.A. GmbH (в дальнейшем преобразовавшееся в H.W.A. AG). Оно расположилось в непосредственной близости от Mercedes-AMG GmbH. 210 сотрудников в тесной кооперации с коллегами из автоспортивного подразделения Mercedes-Benz продолжили работу над созданием гоночных автомобилей для участия в гоночной серии DTM.

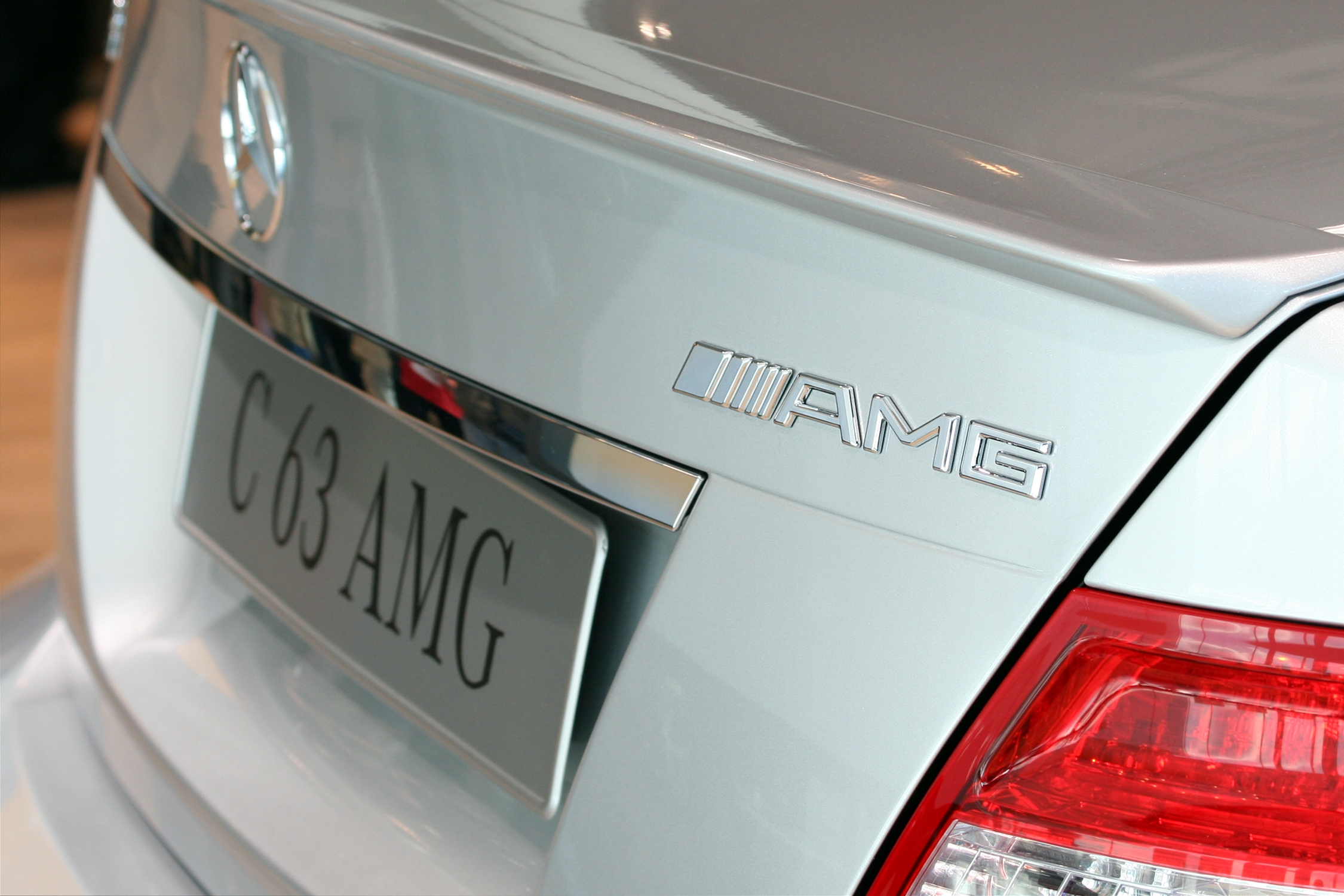
Шильдик AMG на автомобиле C63 AMG

К 2005 году совокупная площадь помещений предприятия выросла с 41 300 до 57 750 м². 1 января 2005 года фирма полностью перешла в собственность DaimlerChrysler и стала его относительно самостоятельным подразделением. За время тесного сотрудничества концерна с AMG продажи последнего выросли с 11 500 единиц в 2000 году до более чем 20 000 единиц в 2004 году. Количество сотрудников также достигло нового рекордного уровня: около 680 человек трудилось в Аффальтербахе на октябрь 2005 года. С 1 сентября 2005 года в качестве руководителей компании были назначены Фолькер Морхинвег (нем. Volker Mornhinweg; председатель), Вольф Циммерман (нем. Wolf Zimmermann; разработка и производство) и Домингос Пьедаде (нем. Domingos Piedade; продажи, маркетинг и международные отношения).
Будучи отделением по высокопроизводительной доработке автомобилей DaimlerChrysler Group, Mercedes-AMG взял на себя ответственность за все процессы в развитии шасси, двигателей, системы привода, подвески, тормозов, электроники, аэродинамики, интерьера, дизайна и качества. Кроме того, подразделение полностью самостоятельно заботится о всех аспектах, которые имеют отношение к маркетингу и продажам. На предприятии был установлен принцип «One man — one engine» («Один человек — один двигатель»), действующий и по настоящее время. Он подразумевает, что каждый двигатель компании собирается вручную. Мастер-сборщик на мануфактуре AMG в Аффальтербахе всегда самостоятельно собирает весь силовой агрегат и всегда отвечает за весь сборочный цикл, начиная от присоединения коленчатого вала к блоку цилиндров и монтажа распределительных валов — вплоть до подключения проводки двигателя и наполнения его моторным маслом, о чём свидетельствует его личная подпись на табличке двигателя AMG.
В 2006 году итальянская компания по производству обуви класса люкс Santoni совместно с Mercedes-AMG выпустила специальную линию спортивной обуви Santoni for AMG. Эта линия обуви оказалась настолько успешной, что выпускается каждый сезон с 2006 года.
По состоянию на 2013 год в подразделении Mercedes-AMG работало более 1200 сотрудников. К 2015 году линейка продуктов включала более 20 высокодинамичных автомобилей AMG с диапазоном мощности двигателей — от 310 кВт (422 л. с.) до 522 кВт (710 л. с.) и широким выбором вариантов, начиная от седанов, купе и внедорожников и заканчивая родстерами вплоть до Mercedes-Benz SLS AMG — первого автомобиля, полностью разработанного силами Mercedes-AMG. В 2017 году на Женевском автосалоне подразделение представило третий полностью разработанный с нуля продукт — концепт-кар Mercedes-AMG GT Concept.

## Модельный ряд

### Производимые модели  (представлен не весь список моделей и не все поколения)
| Модель (внутренний индекс)    | Двигатель                                                             | Годы производства                                                                          | Изображение |
| ----------------------------- | --------------------------------------------------------------------- | ------------------------------------------------------------------------------------------ | ----------- |
| Mercedes-AMG A 45 (W176)      | 2,0-литровый M133 I4 турбо                                            | 2013 — 2015 2015 — 2018 (Рестайлинг)                                                       |             |
| Mercedes-AMG CLA 45 (C117)    | 2,0-литровый M133 I4 турбо                                            | 2013 — 2016 2016 — 2019 (Рестайлинг)                                                       |             |
| Mercedes-AMG GLA 45 (X156)    | 2,0-литровый M133 I4 турбо                                            | 2014 — 2017 2017 — 2019 (Рестайлинг)                                                       |             |
| Mercedes-AMG SLC 43 (R172)    | 3,0-литровый M276 V6 битурбо                                          | 2016 — 2020                                                                                |             |
| Mercedes-AMG C 43 (W205)      | 3,0-литровый M276 V6 битурбо                                          | 2014 — 2018 2018 — 2021 (Рестайлинг)                                                       |             |
| Mercedes-AMG GLC 43 (X253)    | 3,0-литровый M276 V6 битурбо                                          | 2016 — 2019 2019 — настоящее время (Рестайлинг)                                            |             |
| Mercedes-AMG GLE 43 (W166)    | 3,0-литровый M276 V6 битурбо                                          | 2015 — 2019                                                                                |             |
| Mercedes-AMG E 43 (W213)      | 3,0-литровый M276 V6 битурбо                                          | 2016 — 2020 2020 — настоящее время (Рестайлинг)                                            |             |
| Mercedes-AMG C 63 (W205)      | 4,0-литровый M177 V8 битурбо                                          | 2014 — 2018 2018 — 2021 (Рестайлинг)                                                       |             |
| Mercedes-AMG CLS 63 (W218)    | 5,5-литровый M157 V8 битурбо                                          | 2011 — 2014 2014 — 2018 (Рестайлинг)                                                       |             |
| Mercedes-AMG E 63 (W213)      | 4,0-литровый M177 V8 битурбо                                          | 2016 — 2020 2020 — настоящее время (Рестайлинг)                                            |             |
| Mercedes-AMG G 63 (W463)      | 5,5-литровый M157 M157 V8 битурбо                                     | 1994 — 2008 2008 — 2012 (Рестайлинг) 2012 — 2015 (Рестайлинг 2) 2015 — 2018 (Рестайлинг 3) |             |
| Mercedes-AMG GLE 63 (W166)    | 5,5-литровый M157 M157 V8 битурбо                                     | 2011—2015 (как ML63 AMG) 2015 — 2019                                                       |             |
| Mercedes-AMG GLS 63 (X166)    | 5,5-литровый M157 M157 V8 битурбо                                     | 2012—2016 (как GL63 AMG) 2015 — 2019                                                       |             |
| Mercedes-AMG S 63 (W222)      | 5,5-литровый M157 M157 V8 битурбо                                     | 2013 — 2017 2017 — 2020 (Рестайлинг)                                                       |             |
| Mercedes-AMG SL 63 (R231)     | 5,5-литровый M157 V8 битурбо                                          | 2012 — 2016 2016 — 2019 (Рестайлинг)                                                       |             |
| Mercedes-AMG G 65 (W463)      | 6,0-литровый M275 V12 битурбо (до 2015) 6,0-литровый M279 V12 битурбо | 2012 — 2015 (Рестайлинг 2) 2015 — 2018 (Рестайлинг 3)                                      |             |
| Mercedes-AMG S 65 (W222)      | 6,0-литровый M279 V12 битурбо                                         | 2013 — 2017 2017 — 2020 (Рестайлинг)                                                       |             |
| Mercedes-AMG SL 65 (R231)     | 6,0-литровый M279 V12 битурбо                                         | 2012 — 2016 2016 — 2019 (Рестайлинг)                                                       |             |
| Mercedes-AMG GT (C190)        | 4,0-литровый M178 V8 битурбо                                          | 2014 — 2017 2017 — настоящее время (Рестайлинг)                                            |             |
| Mercedes-AMG MV Agusta F3 800 | 0,8- литровый 800 RC V3                                               | 2016 — настоящее время                                                                     |             |

### Линейка AMGBlack Series
- Mercedes-Benz C63 AMG Black Series
- Mercedes-Benz CLK63 AMG Black Series
- Mercedes-Benz SL65 AMG Black Series
- Mercedes-Benz SLK55 AMG Black Series
- Mercedes-Benz SLS AMG Black Series
- Mercedes-Benz AMG-GT Black Series

## AMG в автоспорте
В конце 60-х начале 70-х компания AMG выставляла в гонки Mercedes-Benz 300SEL-6,8 седан с большим расточенным V8 двигателем объёмом 6,8 литра и мощностью свыше 400 л. с. За рёв мотора модель получила прозвище «Красная свинья». Из-за своей большой массы автомобиль имел проблемы с шинами, равно как нуждался в частой дозаправке. Однако в 1971 году он выиграл 24 часа Спа в своём классе (2-е место в общем зачёте), а позже и Европейский кузовной чемпионат (ETCC).
Его сменил Mercedes-Benz 450SLC серии R107 с двигателем меньшего объёма (5,0 литров), который, тем не менее, оставался одним из самых мощных и прожорливых автомобилей в гонках, однако также одержавший немало побед, как в кольцевых гонках, так и в ралли.
В начале 1980-х годов в линейке Mercedes-Benz появилась новая компактная модель 190Е, которую также представили в автоспорте. Специально подготовленная по требованиям Группы А серия стартовала в первой гонке на новом кольце Гран-При в Нюрбургринге в 1984 году. Ту гонку выиграл молодой гонщик Айртон Сенна. В 1986 году компания Mercedes-Benz приходит в новый немецкий чемпионат DPM, который меняет своё название на DTM, но AMG дебютирует лишь в 1988 году. Однако новая машина, 190Е 2.3, далеко не сразу начала побеждать. Лишь в 1992 году перешедший из Форда Клаус Людвиг принёс чемпионский титул Mercedes-Benz.
Задержка с дебютом нового автомобиля Класса 1 оставила титул 1993 года в руках итальянцев из Alfa Romeo, но дебютировавший в сезоне 1994 года новый автомобиль Mercedes-Benz C-класса сразу же позволила Людвигу взять третий титул в ДТМ, а после его ухода в следующем году победу в ДТМ и ITC праздновал Бернд Шнайдер.
После прекращения ДТМ AMG спешно (всего за 124 дня) строит для чемпионата FIA GT новую машину — Mercedes-Benz CLK-GTR, которую допускают к гонкам, несмотря на отсутствие омологационной партии в 25 машин, которые AMG обещал представить позже. Новая машина с 12-цилиндровым двигателем сразу же начала побеждать, выиграв титул против заводский Porsche Carrera GT1 и частных BMW-McLaren. На следующий год победа в чемпионате вновь досталась Mercedes-Benz, но доминирование одной марки привело к отказу от участия частных команд в старшем классе GT, который был отменён на следующий год. Однако в гонке 24 часа Ле-Мана «эволюционная» версия с 8-цилиндровым мотором потерпела неудачу против Porsche Carrera GT1-98 уже в начале гонки из-за поломки топливного насоса — сказалась поспешность в разработке.

## AMG в мотоспорте
Начиная с 2014 года, на основе сотрудничества с компанией MV Agusta, мотоциклы совместной разработки Mercedes-AMG MV Agusta F3 800 начали выступать на различных гонках.

## Формула-1

### Автомобили безопасности и медицинские машины
С 1996 года компания AMG поставляет машины безопасности и медицинские машины для Формулы-1. На 2008 год AMG поставляет двигатели в Ф3.
| Формула-1: Машины безопасности AMG: - 1996: C 36 AMG (W 202) - С 1997: CLK 55 AMG (C 208) - 2000: CL 55 AMG (C 215) - С 2001: SL 55 AMG (R 230) - 2003: CLK 55 AMG (C 209) - С 2004: SLK 55 AMG (R 171) - С 2006: CLK 63 AMG (C 209) - С 2008: SL 63 AMG (R 230) - С 2010: SLS AMG (C 197) - С 2015: AMG GT (C 190) | Формула-1: Медицинские машины AMG: - 1996: C 36 AMG (W 202) - 1997: C 36 AMG (W 202); E 60 AMG (W 210) - С 1998: C 55 AMG Estate (S 202) - С 2001: C 32 AMG Estate (S 203) - С 2004: C 55 AMG Estate (S 203) - С 2008: C 63 AMG Estate (S 204) - С 2015: C 63 AMG Estate (S 205) |

## Продукция
В рамках работы над доработкой автомобилей марки Mercedes-Benz или сборки собственных моделей подразделение Mercedes-AMG выпускает различные силовые агрегаты, автоматические коробки переключения передач (с двойным сцеплением — Multi Clutch), различные детали экстерьера и легкосплавные колёсные диски, в том числе из алюмо-магниевого сплава.
В настоящее время при разработке нового или тюнинге заводского двигателя компания использует следующие решения:
- двойной турбонаддув для V-образных силовых агрегатов;
- турбонагнетатели;
- пьезофорсунки для впрыска бензина[22][23][24] (по аналогии с дизельной технологией Common Rail).